# AAV-7A1
Le AAV-7A1, connu aussi sous le nom de LVTP-7 jusqu'à son changement de dénomination en 1984, est un véhicule blindé lourd amphibie (Véhicule amphibie de débarquement chenillé), utilisé lors d'un débarquement comme un véhicule de combat d'infanterie, conçu aux États-Unis par la FMC Corporation en 1972 et utilisé par l'infanterie de marine de plusieurs nations, principalement par le United States Marine Corps depuis les années 1970. Le véhicule est surnommé « Amtrac », contraction de « amphibious tractor », par les Marines.

## Historique
Le LVTP-5 ayant été conçu pour être en service pour une quinzaine d’années, il approche de la fin de sa vie opérationnelle au début des années 1960 et un appel d’offres pour le remplacer commence en 1964. Les entreprises Chrysler et FMC Corporation font chacune une proposition et c’est cette dernière qui est retenue en 1965. Le développement est alors fortement influencé par l’expérience de la guerre du Viêt Nam, dans laquelle les Américains viennent de s’engager à plein et dans laquelle le LVTP-5 montre de sérieuses limites, en particulier dans ses performances sur terre.
Le premier prototype du nouveau véhicule, alors dénommé LVTPX-12, est achevé en septembre 1967 et quatorze autres sont encore produits jusqu’à ce que les essais s’achèvent en 1969. Ceux-ci ayant dépassé toutes les attentes, le véhicule est accepté pour le service sous le nom LVPT-7 et les premiers exemplaires sortent d’usine en 1972, bien que le 2nd Amphibious Tractor Bataillon ait reçu dès 1971 des prototypes afin de pouvoir commencer l’entraînement des équipages. En complément, plusieurs variantes sont élaborées notamment le LVTC-7, un véhicule de commandement, et le LVTR-7, un véhicule de dépannage. Le corps des Marines commande au total 942 LVTP-7, 84 LVTC-7 et 55 LVTR-7, qui sont produits avant 1974.
Au milieu des années 1970, les États-Unis commencent à travailler sur le futur remplaçant du LVTP-7. Le premier projet, le LVA, un véhicule d’assaut sur coussin d’air, est toutefois abandonné en 1979. Le second, le LVT(X), un véhicule amphibie construit sur le modèle du M2 Bradley, est quant à lui abandonné en 1985. La décision est donc prise à la fin des années 1980 de conserver le LVPT-7, en reconstruisant intégralement et en améliorant les exemplaires existants.

## Description

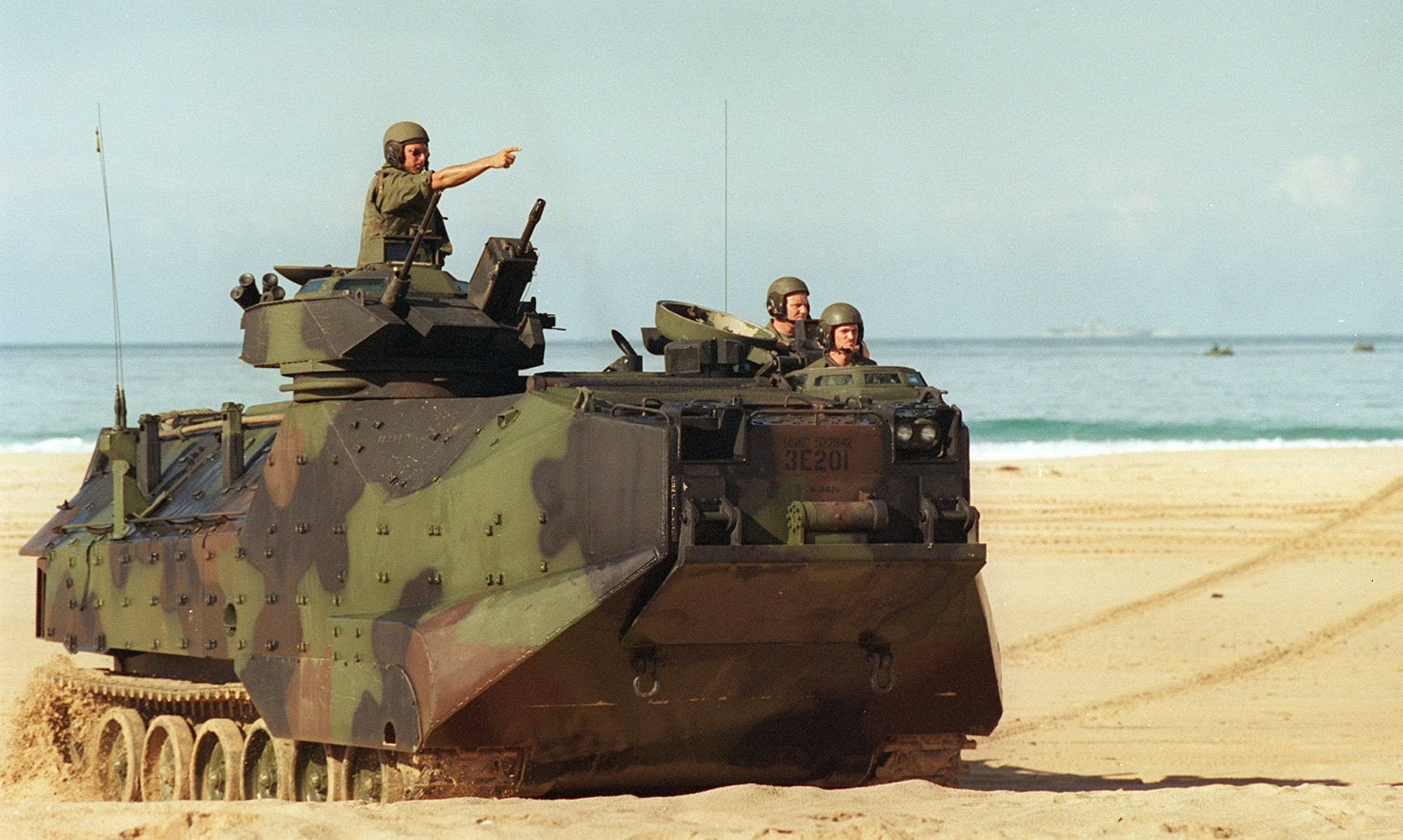
Un AAV-7 lors des manœuvres RIMPAC 1996 sur une plage du Pacific Missile Range Facility.

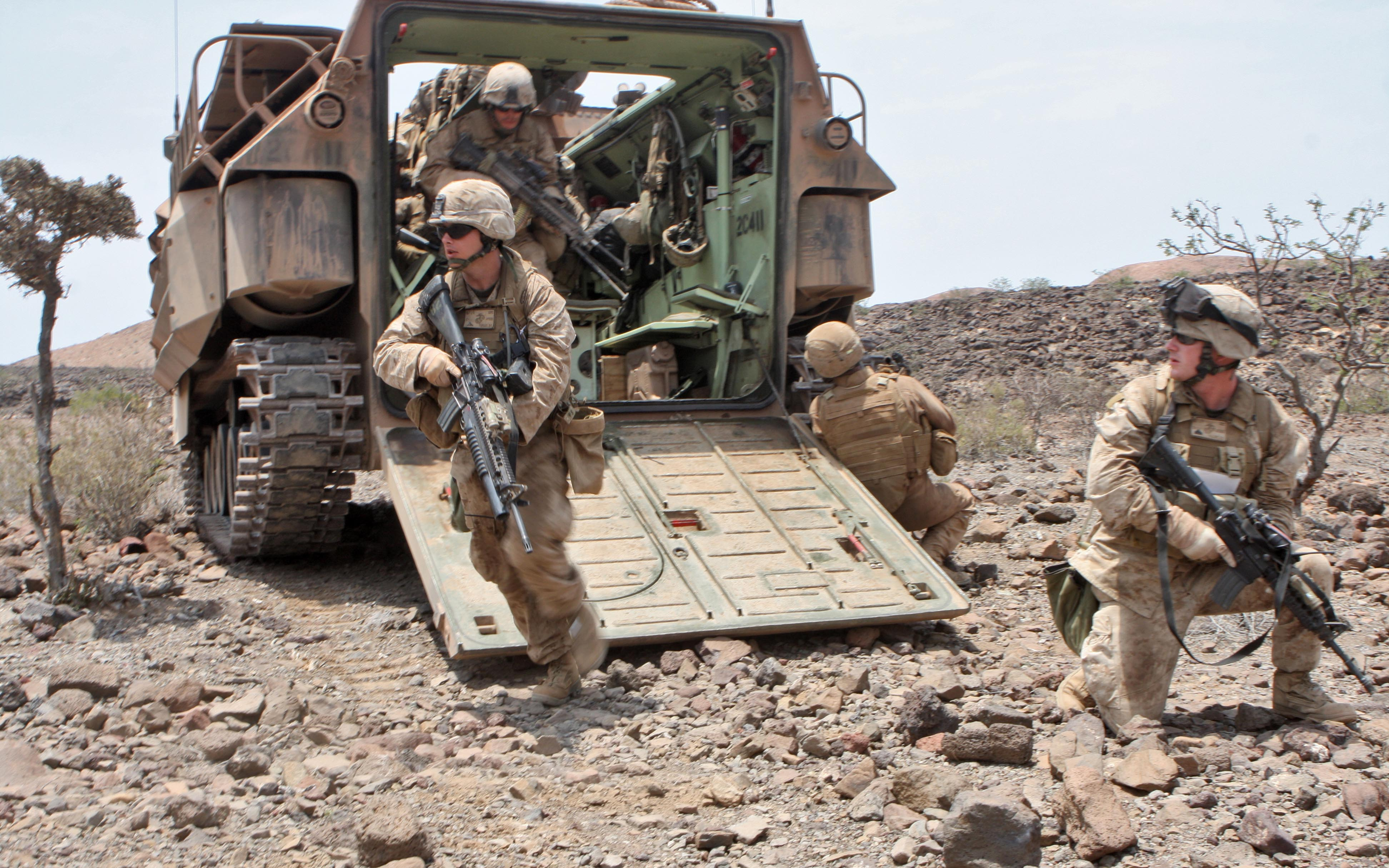
Débarquement de Marines d'un AAV-7 à Djibouti en 2010.

Les forces armées argentines le nomment Gémini ; 21 d'entre eux ont effectué le premier engagement de ce véhicule durant l'invasion des Malouines en 1982.
La version « Reliability, Availability, Maintainability/Rebuild to Standard (RAM/RS) », développée à la fin des années 1990 comprend notamment le remplacement du moteur originel VTA-903 (400 ch) par le modèle VTA-525 de Cummins (525 ch) et l’installation de nouveaux systèmes d’intercom, GPS et d’extinction d’incendie.
La version AAV7-A1 SU qui entre en production en 2017 a le moteur VT 903 de 675 ch contre 525 pour la version précédente et le train de roulement du M2 Bradley, 18 places passagers avec des sièges individuels en quinconce contre 21 sur 3 bancs et un blindage amélioré avec un surblindage en céramique. Il s'agit de moderniser une partie du Corps des Marines des États-Unis, désireux de le maintenir en service jusqu’en 2035.
Leur successeur est le Amphibious Combat Vehicle devant entrer en service au début des années 2020.

## Versions
- AAVC-7A1 : véhicule de commandement
- AAVR-7A1 : véhicule de dépannage
- KAAV7A1 : version sud-coréenne basée sur le AAV-7A1 construite sous licence par Samsung Techwin (maintenant Hanwha Techwin) a environ 150 unités[5]

## Utilisation au combat
- Guerre des Malouines
- Invasion de la Grenade (Opération Urgent Fury, 1982)
- Guerre du Golfe (1990-1991) (Opération Desert Storm)
- Opération Restore Hope (Somalie, 1993)
- Guerre d'Irak (Opération Liberté irakienne, 2003)

## Galerie d'images

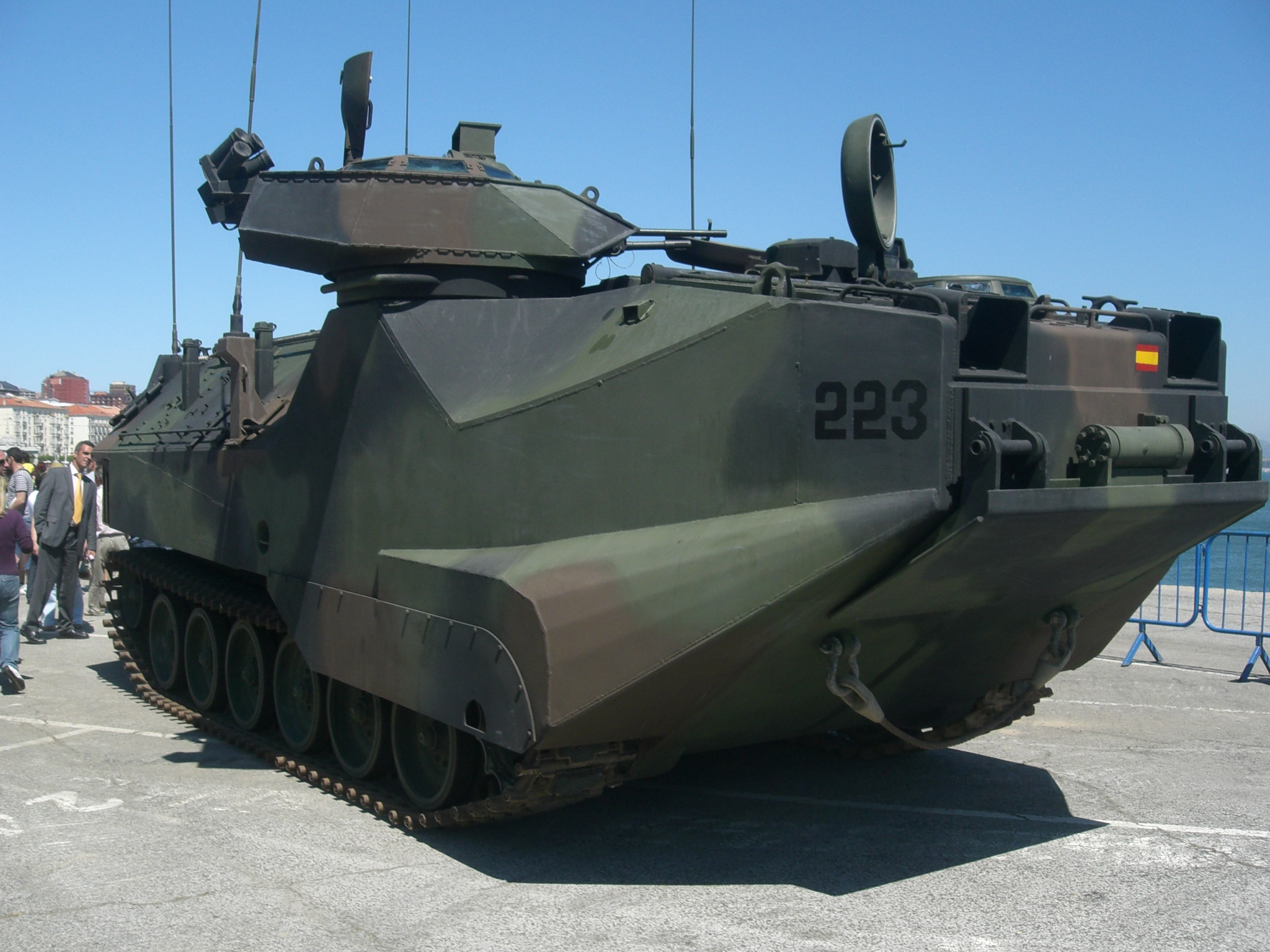
Version espagnole
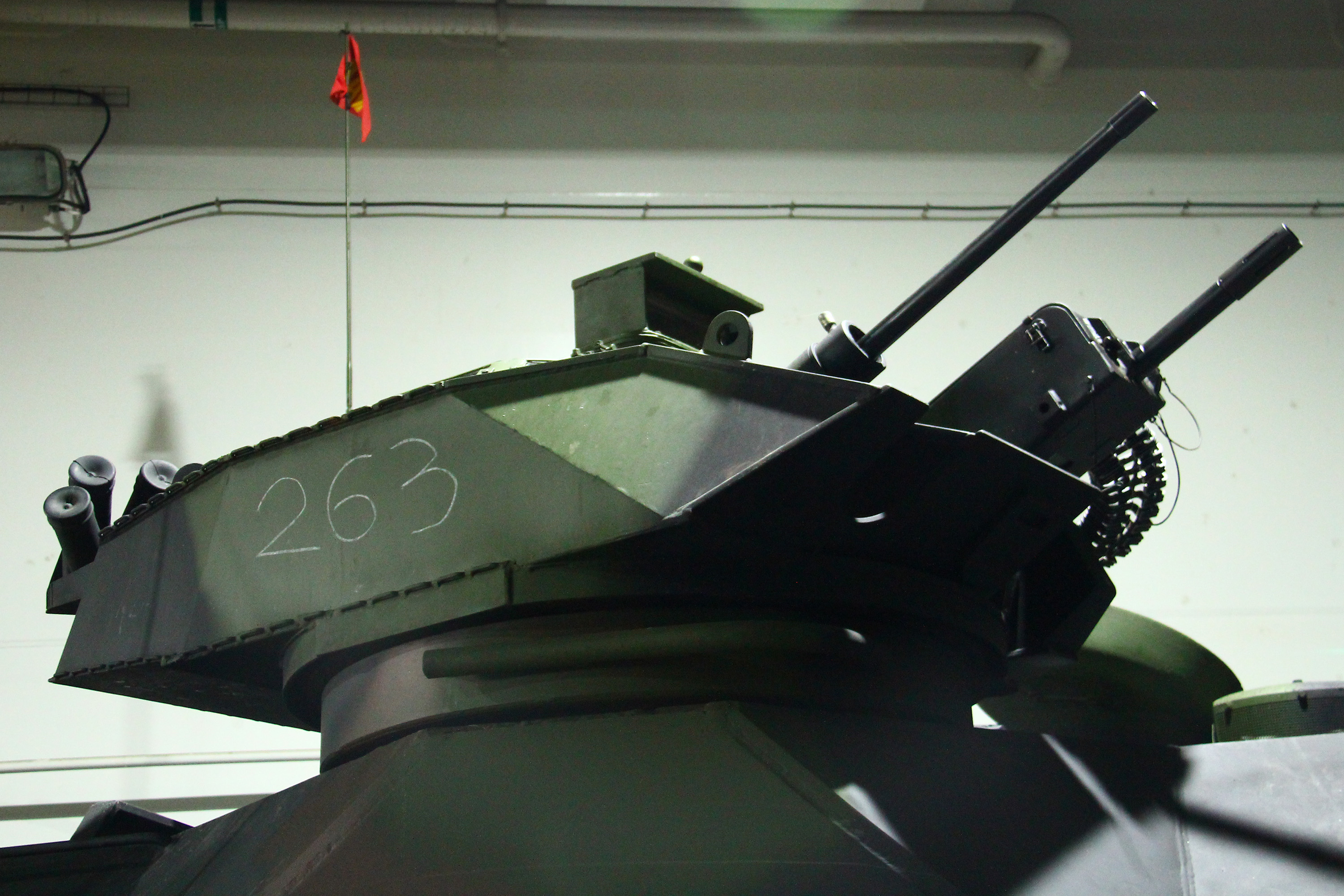
Tourelle de la version espagnole avec mitrailleuse et lance-grenades
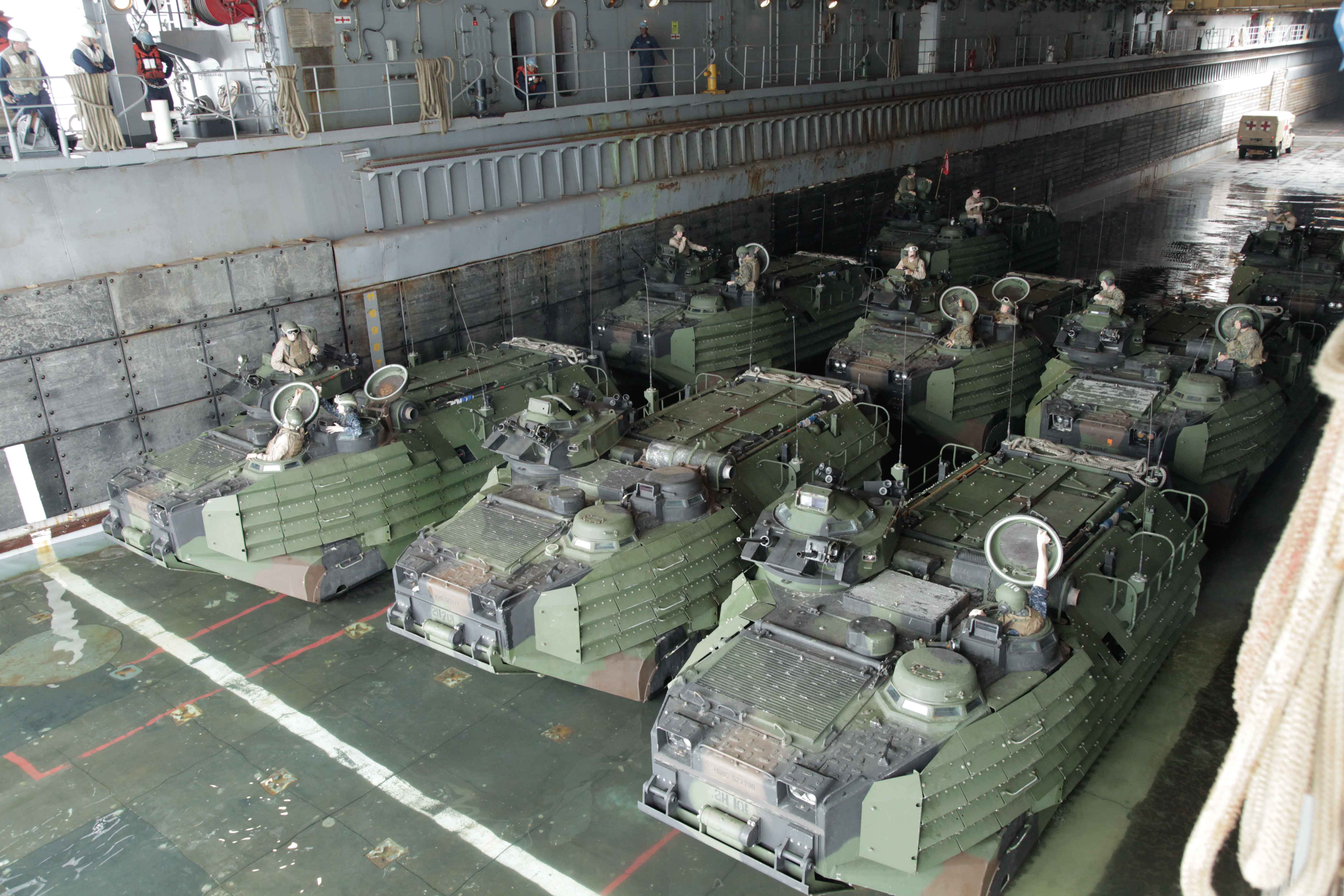
Plusieurs véhicules dans le radier inondable d'un navire d'assaut amphibie

### Liste des utilisateurs
| Pays         | Nombre d’exemplaires                     | Années de service                              | Remarques                                                              |
| ------------ | ---------------------------------------- | ---------------------------------------------- | ---------------------------------------------------------------------- |
| Argentine    | 21 (1990)                                | Début avant 1990                               |                                                                        |
| Brésil       | 16 (1990)                                | Début avant 1990                               |                                                                        |
| Corée du Sud | 61 (1990)                                | Début avant 1990                               |                                                                        |
| Espagne,     | 19 (1990) 19 (2020) 38 (cible 2026)      | Début avant 1990 - toujours en service en 2022 |                                                                        |
| États-Unis   |                                          |                                                |                                                                        |
| Italie       | 25 (1990)                                | Début avant 1990                               |                                                                        |
| Japon,       | 12 (2018) 52 (cible fin des années 2010) | Début en 2018                                  |                                                                        |
| Philippines  | 8 (2019)                                 | 2019 - toujours en service en 2022             | Exemplaires fabriqués sous licence par Hanwha Techwin en Corée du Sud. |
| Thaïlande    | 23 (1990)                                | Début avant 1990                               |                                                                        |
| Venezuela    | 11 (1990)                                | Début avant 1990                               |                                                                        |

### Données techniques
| Modèle                   | LVTP7       | LVTP7A1/AAVP7A1 |
| ------------------------ | ----------- | --------------- |
| Équipage                 | 3           | 3               |
| Passagers                | 25          | 25              |
| Longueur hors tout       | 7,94 m      | 8,16 m          |
| Largeur hors tout        | 3,27 m      | 3,27 m          |
| Hauteur                  | 3,26 m      | 3,31 m          |
| Garde au sol             | 0,41 m      | 0,41 m          |
| Masse à vide             | 17 441 kg   | 19 100 kg       |
| Masse en ordre de combat | 22 838 kg   | 25 552 kg       |
| Pression au sol          | 0,54 kg/cm2 | 0,61 kg/cm2     |

| Modèle                                 | LVTP7                                                                           | LVTP7A1/AAVP7A1                                                            |
| -------------------------------------- | ------------------------------------------------------------------------------- | -------------------------------------------------------------------------- |
| Motorisation                           | General Motors 8V53T 8 cylindres en V (6 948 cm3) à refroidissement par liquide | Cummins VT 400 8 cylindres en V (14 798 cm3) à refroidissement par liquide |
| Puissance brute                        | 400 hp à 2 800 tours par minute                                                 | 400 hp à 2 800 tours par minute                                            |
| Puissance massique brute               | 17,5 hp/t                                                                       | 15,7 hp/t                                                                  |
| Transmission                           | FMC HS-400-3 quatre vitesses avant et deux arrière.                             | FMC HS-400-3A1 quatre vitesses avant et deux arrière.                      |
| Suspension                             | barres de torsion                                                               | barres de torsion                                                          |
| Longueur de contact au sol             | 3,94 m                                                                          | 3,94 m                                                                     |
| Type de carburant                      | gazole MIL-VV-F-800                                                             | gazole MIL-VV-F-800                                                        |
| Contenance des réservoirs de carburant | 681 L                                                                           | 647 L                                                                      |
| Vitesse maximale sur route             | 64 km/h                                                                         | 72 km/h                                                                    |
| Vitesse maximale dans l’eau            | 14 km/h                                                                         | 13 km/h                                                                    |
| Autonomie sur route                    | env. 483 km                                                                     | env. 483 km                                                                |
| Franchissement hauteur                 | 0,91 m                                                                          | 0,91 m                                                                     |
| Franchissement largeur                 | 2,44 m                                                                          | 2,44 m                                                                     |
| Franchissement profondeur              | flotte                                                                          | flotte                                                                     |
| Franchissement pente                   | 60%                                                                             | 60%                                                                        |
| Rayon de braquage                      | tourne sur place                                                                | tourne sur place                                                           |

| Modèle | LVTP7                                                               | LVTP7A1/AAVP7A1                                                     |
| ------ | ------------------------------------------------------------------- | ------------------------------------------------------------------- |
| Type   | plaques de blindage en aluminium laminé 5083 assemblées par soudure | plaques de blindage en aluminium laminé 5083 assemblées par soudure |

| Modèle                                           | LVTP7                                                                                              | LVTP7A1/AAVP7A1                                              |
| ------------------------------------------------ | -------------------------------------------------------------------------------------------------- | ------------------------------------------------------------ |
| Armement principal                               | 1x mitrailleuse M85                                                                                | 1x lance-grenades Mk19                                       |
| Traverse/Élévation armement principal (vitesse)  | 360° électrohydrolique ou manuel (60°/s max) / -15° à +60° électrohydrolique ou manuel (60°/s max) | 360° électrique ou manuel / -15° à +60° électrique ou manuel |
| Munitions armement principal                     | 400 cartouches de .50 BMG                                                                          | 48 grenades de 40 mm                                         |
| Armement secondaire                              | -                                                                                                  | 1 x mitrailleuse M2                                          |
| Traverse/Élévation armement secondaire (vitesse) | -                                                                                                  | 360° électrique ou manuel / -15° à +60° électrique ou manuel |
| Munitions armement secondaire                    | -                                                                                                  | 250 cartouches de .50 BMG                                    |
| Autre armement                                   | -                                                                                                  | 2x 4 lance-grenades fumigènes                                |
| Radio                                            | AN/VRC-44, AN/VRC-46                                                                               | AN/VRC-44, AN/VRC-46                                         |